# Alta tensión
Pour plus de détails, voir Fiche technique et Distribution.
Alta tensión (italien : Doppia coppia con regina) est un giallo italo-espagnol réalisé par Julio Buchs et sorti en 1972.

## Synopsis
Une femme riche et haut placée rencontre un mécanicien et le séduit pour le convaincre d'assassiner son mari dépravé et décadent.

## Fiche technique
- Titre original espagnol : Alta tensión[1],[2]
- Titre italien : Doppia coppia con regina[3]
- Réalisation : Julio Buchs
- Scenario : Julio Buchs, Domenico Comanducci, Federico De Urrutia, José Luís Martínez Mollá, Mino Roli
- Photographie : Mario Montuori
- Montage : Gabriela Peñalba, Antonietta Zita
- Musique : Gianni Ferrio
- Décors : Piero Filippone
- Costumes : Antonio Muñoz
- Maquillage : Manuel Martín, Carlos Nin
- Production : Piero Filippone
- Société de production : Juppiter Generale Cinematografica (Rome), Films Montana (Madrid), Izaro Films (Madrid)
- Pays de production :  Espagne -  Italie
- Langue originale : espagnol
- Format : Couleurs par Eastmancolor - 2,35:1 - Son mono - 35 mm
- Durée : 91 minutes
- Genre : Giallo
- Dates de sortie :
  - Espagne : 2 avril 1972 (Madrid) ; 27 juillet 1974 (Barcelone)
  - Italie : 1974 (visa délivré le 14 novembre 1974)

## Distribution
- Marisa Mell : Laura Moncada
- Gabriele Ferzetti : Pablo Moncada
- Juan Luis Galiardo : José
- Helga Liné : Choni
- Patrizia Adiutori (it) : Elisa Folbert
- Manuel Alexandre : Felipe
- Gogó Rojo (es)
- José María Caffarel
- Mary Begoña (es)
- Eduardo Calvo : l'aveugle